# Histoire de la Saxe-Anhalt
L'histoire de la Saxe-Anhalt commence avec la Saxe primitive, conquise par Charlemagne en 804 et transformée en duché de Saxe au sein de l'Empire carolingien. La Saxe devient un des duchés ethniques du Royaume de Germanie et, par la suite, du Saint-Empire romain germanique, formé de la partie orientale de l'empire carolingien. Le duché s'agrandit pour devenir un État puissant au sein de l'Empire, gouvernant une grande partie de ce qui est maintenant le nord de l'Allemagne, mais à la suite de conflits avec l'empereur, il est divisé en de nombreux petits États vers la fin du XIIe siècle. 
Le titre ducal et la dignité électorale sont transmis à Bernhard d'Ancan, mais le titre n'est lié qu'à quelques petits morceaux à l'est de l'ancien territoire. Après sa mort en 1212, ses biens sont partagés entre ses fils: Henry établit l'Anhalt comme comté tandis qu'Albert Ier reçoit le titre ducal et les autres domaines. 
L'Anhalt est élevé en principauté en 1218 mais est divisé en 1252 entre les fils d'Henry, formant la Principauté d'Anhalt-Aschersleben, le Duché d'Anhalt-Bernbourg et la Principauté d'Anhalt-Zerbst. Au cours des siècles, de nombreuses divisions et réunifications supplémentaires du territoire d'Anhalt ont lieu, entraînant la création du Duché d'Anhalt-Köthen, du Duché d'Anhalt-Dessau, du Duché d'Anhalt-Pless et de la Principauté d'Anhalt-Plötzkau, ainsi que la recréation de plusieurs divisions; après 1252, elle n'est gouvernée comme une seule entité qu'entre 1570 et 1603. 
Pendant ce temps, après la mort d'Albert Ier (roi de Saxe) en 1260, le duché de Saxe est co-régi par ses fils Jean Ier et Albert II, puis par les fils de Jean Ier. Cependant, la séparation géographique des territoires - Wittenberg, Lauenburg et Hadeln - conduit à les administrer de plus en plus séparément. En 1296, le duché est officiellement scindé en deux duchés distincts: les fils de Jean règnent sur le Duché de Saxe-Lauenbourg (qui comprenait également l'exclave de Hadeln) tandis qu'Albert II est Duc de Saxe-Wittemberg. En plus du duché, Albert acquiert le comté de Gommern en 1295, et en 1290 son fils et héritier Rodolphe Ier de Saxe soumet les terres de l'ancien comté de Brehna à la frontière sud de Wittenberg. La dignité électorale est contestée par les deux lignages jusqu'à ce qu'elle soit officiellement attribuée par la Bulle d'or de 1356 au duché de Saxe-Wittenberg, qui prend le nom d'électorat de Saxe. En 1423, l'électorat revient par héritage à Frédéric Ier de Saxe, de la Maison de Wettin, qui était aussi Margrave de Meissen et Landgrave de Thuringe. Puisque Prince-électeur était un rang plus élevé que landgrave ou margrave, l'ensemble du territoire de Frédéric est nommé Électorat de Saxe; les terres autour de Wittenberg, Brehna et Gommern deviennent les Kurkreise (arrondissements électeurs). 
Après la dissolution du Saint-Empire romain germanique en 1806, les divisions Anhalt restantes - Bernburg, Dessau et Köthen - ont été élevées au rang de duchés par Napoléon tandis que l'électorat de Saxe est devenu un royaume ; tous faisaient partie de la Confédération napoléonienne du Rhin jusqu'en 1813. 
En 1813, le royaume de Prusse occupa une grande partie du territoire de la Saxe lors de la bataille de Leipzig, y compris le cercle électoral (qui avait été rebaptisé «cercle de Wittenberg» en 1807); en mai 1815, un traité est signé par lequel la Saxe cède ce territoire à la Prusse. En juin 1815, ils font tous partie de la Confédération allemande. En 1816, la Prusse a réorganisé son territoire annexé, en le fusionnant avec l'ancien duché de Magdebourg, la principauté de Halberstadt, la principauté d'Erfurt, l'Eichsfeld et les anciennes villes impériales de Mühlhausen et Nordhausen, ainsi que l'Altmark et d'autres parties du Brandebourg à l' ouest de la Elbe, dans la province de Saxe. 
En 1863, les duchés d'Anhalt sont finalement réunis pour former le duché d'Anhalt. Le duché est devenu une partie de la Confédération nord-allemande dirigée par la Prusse en 1867 et finalement l'Empire allemand en 1871. 
Après la défaite de l'Allemagne dans la Première Guerre mondiale, Anhalt est devenu l'État libre d'Anhalt tandis que la province de Saxe a continué à faire partie de l'État libre de Prusse (tous deux au sein de la République de Weimar). Pendant la domination nazie, toutes les subdivisions précédentes, y compris Anhalt et la province de Saxe, ont cessé d'exister de facto car elles ont été remplacées par Gaue  en 1934. 
Après la Seconde Guerre mondiale, ce qui avait été Anhalt et la province de Saxe a constitué la base de l'État de l'occupation soviétique (Land) de Saxe-Anhalt. Avec les autres États de l'Allemagne de l'Est, la Saxe-Anhalt a été dissoute en 1952 et remplacée par divers districts (Bezirke ); La Saxe-Anhalt correspond à peu près aux anciens quartiers de Magdebourg et Halle. Cependant, les États, y compris la Saxe-Anhalt, sont revenus à la vie après la réunification allemande en 1990, bien qu'avec des frontières différentes de celles des États d'origine est-allemands. 

## Duché de Saxe

La Saxe (rouge) au sein du royaume allemand vers le début du XIe siècle.

Après la conquête de Charlemagne des Saxons (772–804), leur terre a été incorporée dans l'empire carolingien, et à la fin du IXe siècle, il est devenu le premier duché de Saxe. Il occupait presque tout le territoire entre l'Elbe et la Saale à l'est et le Rhin à l'ouest; elle bordait la Franconie et la Thuringe au sud. Elle était elle-même divisée en quatre provinces: Westphalie, Angria, Eastphalia et Nordalbingia, la Saxe-Anhalt moderne se trouvant principalement dans Eastphalia. Le duc Henri Ier (Henri le Fowler) de Saxe a été élu roi allemand en 919, et son fils, l'empereur Otto Ier, a accordé (961) la Saxe à Hermann Billung (m. 973), un noble saxon, dont les descendants ont tenu le duché jusqu'à l’extinction de la lignée masculine en 1106. Lothaire de Supplinburg l'a accordé à son gendre guelphique, Henri le fier, qui était déjà duc de Bavière. 

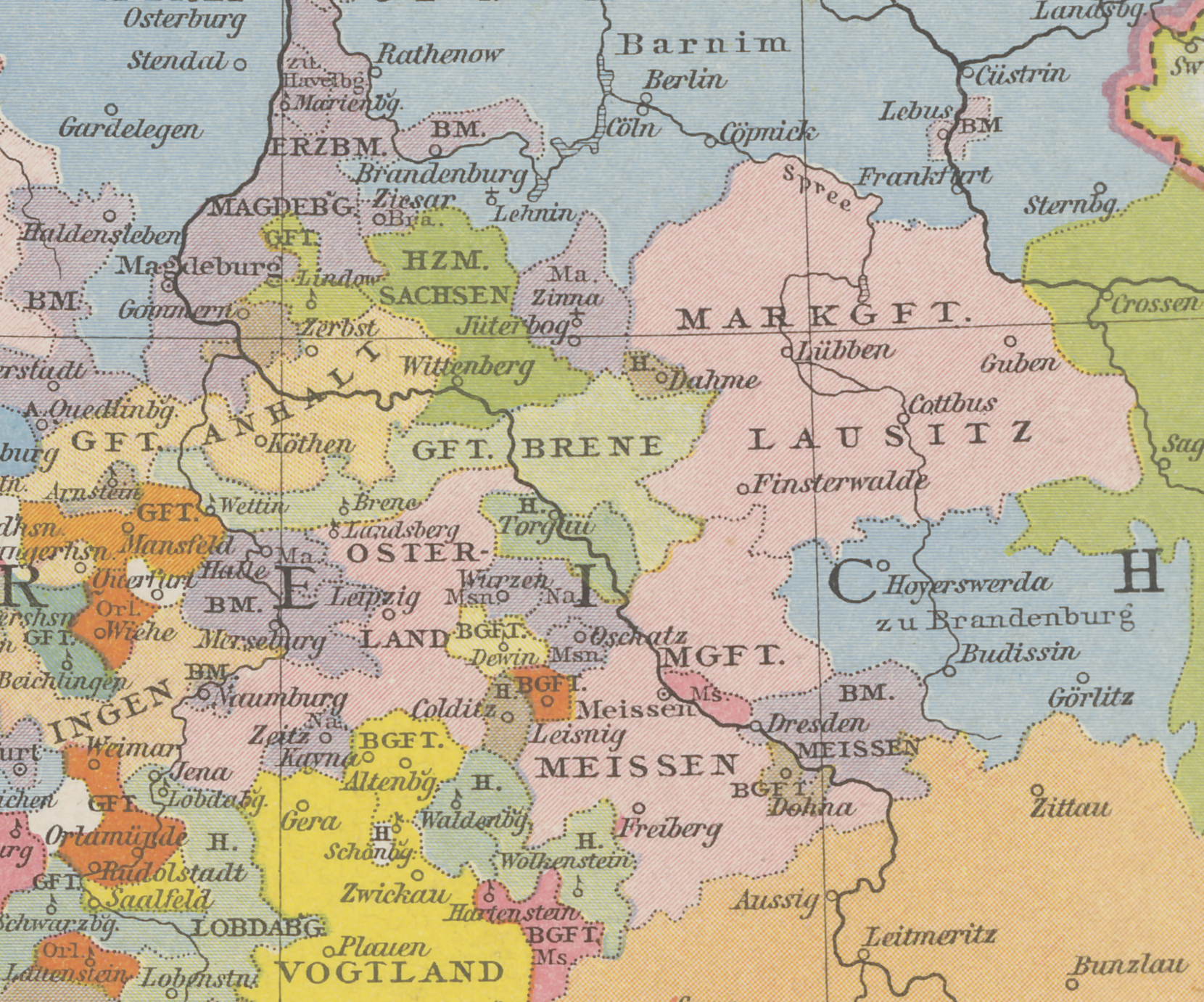
Anhalt (Gft. Anhalt Gft. Anhalt. Orange.) et les terres de Wittenberg du duché de Saxe (Hzm. Sachsen Hzm. Sachsen. Vert foncé.) vers le milieu du XIIIe siècle.

En 1142, le duché passe à Henri le Lion, fils d'Henri le fier. La lutte entre Henri le Lion et l'empereur Frédéric Ier s'est terminée avec la perte de tous ses fiefs par Henri en 1180. Le duché de tiges a été divisé en de nombreux fiefs. Les héritiers guelphiques d'Henri le Lion n'ont conservé que leurs terres allodiales, le duché de Brunswick. Le titre ducal de Saxe est allé à Bernhard d'Anhalt, un fils cadet d'Albert l'ours de Brandebourg et fondateur de la lignée ascanienne des ducs saxons. Outre Anhalt, Bernard a reçu Lauenburg et le pays autour de Wittenberg sur l'Elbe. Ces territoires largement séparés ont continué après 1260 sous des branches distinctes des Ascaniens comme Saxe-Lauenburg et Saxe-Wittenberg. 

## Électorat et Royaume de Saxe
La Bulle d'or de 1356 élève le duc de Saxe-Wittenberg au rang d'électeur permanent, avec le droit de participer à l'élection du Saint empereur romain germanique. La Saxe électorale, comme son territoire était appelé, était une zone relativement petite le long de l'Elbe moyen. S'étendant au sud de la Saxe électorale était le Margraviate de Meissen, gouverné par la maison de plus en plus puissante de Wettin. Les margraves de Meissen acquirent (XIIIe – XIVe siècle) les plus grandes parties de la Thuringe, de la Basse- Lusace et des territoires intermédiaires et, en 1423, le margrave Frédéric le Warlike ajouta la Saxe électorale; en 1425, il devint électeur Frédéric I. Ainsi, la Saxe se déplaça vers le centre-est et l'Allemagne de l'Est depuis le nord-ouest de l'Allemagne. 
En 1485, les terres Wettin ont été partagées entre deux fils de l'électeur Frédéric II ; la division est devenue permanente. Ernest, fondateur de la branche Ernestine de Wettin, a reçu la Saxe électorale avec Wittenberg et la plupart des terres de Thuringe. Albert, fondateur de la branche Albertine, a reçu un grade ducal et les territoires de Meissen, dont Dresde et Leipzig. Le duc Maurice de Saxe, petit-fils d'Albert et protestant, reçut le titre électoral au XVIe siècle; il est resté dans la branche Albertine jusqu'à la dissolution du Saint-Empire romain germanique en 1806. 
La rivalité entre la Saxe et le Brandebourg (après 1701 le royaume de Prusse) a été un facteur décisif dans l'histoire saxonne ultérieure, tout comme l'élection en 1697 d'Auguste II (qui était Frédéric-Auguste Ier comme électeur de Saxe) comme roi de Pologne; l'élection a conduit à un partenariat économique entre la Pologne et la Saxe en déclin, dont le prestige a été ainsi diminué. Dans la guerre de succession d'Autriche, la Saxe a adhéré à ce qui était devenu sa politique traditionnelle vacillante, changeant de camp au milieu du conflit. La mort en 1763 d'Auguste III met fin à l'union avec la Pologne. 
La période de domination saxonne en Pologne a marqué une période de déclin économique et social mais aussi de floraison culturelle et artistique. Auguste II et Auguste III étaient de somptueux mécènes de l'art et de l'apprentissage et embellirent grandement leur capitale, Dresde. Les universités de Wittenberg et de Leipzig étaient depuis longtemps des centres intellectuels de premier plan, et Leipzig du XVIIIe siècle a été à l'origine de l'essor de la littérature allemande ainsi que de la musique, qui a atteint son premier sommet avec Bach. 
La Saxe a pris parti pour la Prusse contre la France au début des guerres révolutionnaires françaises, mais a changé de camp en 1806. Pour cet acte, son électeur a été élevé au rang royal, devenant le roi Frédéric-Auguste I. Son échec à changer de camp avant la chute de Napoléon lui a coûté (1815) près de la moitié de son royaume au Congrès de Vienne. Le Royaume de Saxe a perdu la Basse-Lusace, une partie de la Haute-Lusace et tout son territoire nordique, y compris Wittenberg et Merseburg au profit de la Prusse. Ses principales villes restantes étaient Dresde, Leipzig, Chemnitz et Plauen. La plus grande partie des territoires cédés en 1815 a été incorporée avec plusieurs autres districts prussiens dans la province prussienne de Saxe, avec Magdebourg comme capitale. Celui-ci a été uni après 1945 à Anhalt pour former l'État de Saxe-Anhalt et est devenu une partie de la République démocratique allemande (Allemagne de l'Est) en 1949. De 1952 à 1990, la Saxe-Anhalt a été divisée en quartiers est-allemands de Hal et Magdebourg. En 1990, avant la réunification allemande, les quartiers ont été réintégrés en tant qu'État. 

## Comtes d'Anhalt
Au IXe siècle, la plus grande partie d'Anhalt était incluse dans le duché de Saxe. Au XIIe siècle, il est tombé sous la domination d'Albert l'Ours, Margrave de Brandebourg. Albert descendait d'Adalbert, comte de Ballenstedt, dont le fils Esico (mort en 1059 ou 1060) semble avoir été le premier à porter le titre de comte d'Anhalt. Le petit-fils d'Esico, Otto le riche, comte de Ballenstedt, était le père d'Albert l'ours, qui a uni Anhalt au Brandebourg. À la mort d'Albert en 1170, son fils Bernard Ier, qui reçut le titre de duc de Saxe en 1180, devint le premier comte d'Anhalt. Bernard I est décédé en 1212, et Anhalt, séparé de la Saxe, est passé à son fils Henry, qui en 1218 a pris le titre de prince et a été le véritable fondateur de la maison d'Anhalt. Henry fait partie des Minnesingers du Codex Manesse. 

## Princes d'Anhalt
À la mort d'Henry en 1252, ses trois fils ont divisé la principauté, fondant les lignées d'Aschersleben, Bernburg et Zerbst. Le règne de la famille à Aschersleben a disparu en 1315, et ce quartier a ensuite été incorporé à l' évêché voisin de Halberstadt, divisant ainsi le territoire d'Anhalt-Bernburg en deux parties distinctes. Le dernier prince de la lignée originelle d'Anhalt-Bernburg mourut en 1468 et ses terres furent héritées par les princes de la seule lignée restante, celle d'Anhalt-Zerbst. Le territoire appartenant à cette branche de la famille avait été divisé en 1396, et après l'acquisition de Bernburg, le prince George I a fait une nouvelle partition de Zerbst (Zerbst et Dessau). Au début du XVIe siècle, en raison de la mort ou de l'abdication de plusieurs princes, la famille s'était réduite aux deux branches d'Anhalt-Köthen et d'Anhalt-Dessau (toutes deux issues d'Anhalt-Dessau en 1471).
Wolfgang d'Anhalt, appelé Le Confesseur, qui devint prince d'Anhalt-Köthen en 1508, fut le deuxième souverain au monde à introduire la Réforme sur son territoire. Il était co-signataire de la confession d'Augsbourg en 1530, et après la bataille de Mühlberg en 1547 a été placé sous interdiction impériale et privé de ses terres par Charles V, empereur romain germanique. Après la paix de Passau en 1552, il rachète sa principauté, mais comme il est sans enfant, il la cède en 1562 à ses parents, les princes d'Anhalt-Dessau. Ernest I, prince d'Anhalt-Dessau (décédé en 1516), a laissé trois fils, Jean II, George III et Joachim, qui ont gouverné conjointement leurs terres pendant de nombreuses années et favorisé les doctrines réformées, qui sont ainsi devenues dominantes à Anhalt. Vers 1546, les trois frères divisent leur principauté et fondent les lignées de Zerbst, Plötzkau et Dessau. Cette division, cependant, n'était que temporaire, car l'acquisition de Köthen et une série de décès parmi les princes au pouvoir, ont permis à Joachim Ernest, un fils de Jean II, d'unir l'ensemble d'Anhalt sous son règne en 1570 
Joachim Ernest est décédé en 1586, et ses cinq fils ont régné sur la terre en commun jusqu'en 1603, date à laquelle Anhalt a été à nouveau divisée, et les lignes de Dessau, Bernburg, Plötzkau, Zerbst et Köthen ont été rétablies. La principauté a été ravagée pendant la guerre de Trente Ans et dans la première partie de cette lutte, Christian Ier d'Anhalt-Bernburg a joué un rôle important. En 1635, un arrangement fut pris par les différents princes d'Anhalt pour autoriser le membre le plus âgé de la famille à représenter la principauté dans son ensemble. Cette action était probablement due à la nécessité de maintenir une apparence d'unité face à l'état perturbé de la politique européenne à l'époque.
En 1665, la succursale d'Anhalt-Köthen s'est éteinte et, selon un pacte familial, ce quartier a été hérité par Lebrecht, prince d'Anhalt-Plötzkau, qui a rendu Plötzkau à Bernburg et a pris le titre de prince d'Anhalt-Köthen. La même année, les princes d'Anhalt décidèrent que si une branche de la famille disparaissait, ses terres devraient être réparties également entre les branches restantes. Cet arrangement a été réalisé après la mort de Frédéric-Auguste, prince d'Anhalt-Zerbst, en 1793, et Zerbst a été divisé entre les trois princes restants. Au cours de ces années, la politique des différents princes a été marquée, peut-être intentionnellement, par une uniformité considérable. Une ou deux fois le calvinisme a été favorisé par l'un des princes, mais en général, la maison était fidèle aux doctrines de Martin Luther. La croissance de la Prusse a fourni à Anhalt un formidable voisin, et l'établissement et la pratique de la primogéniture par toutes les branches de la famille ont empêché la division de la principauté.

## Duchés duXIXesiècle
En 1806, Napoléon éleva les états restants d'Anhalt-Bernburg, Anhalt-Dessau et Anhalt-Köthen en duchés. (Anhalt-Plötzkau et Anhalt-Zerbst avaient entre-temps cessé d'exister.) Ces duchés se sont unis en 1863 pour former un seul duché d'Anhalt, toujours en raison de l'extinction des lignes de Köthen et de Bernburg. Le nouveau duché se composait de deux grandes parties: l'Est et l'Ouest d'Anhalt, séparées par l'interposition d'une partie de la province prussienne de Saxe, et de cinq exclaves entourées de territoire prussien, à savoir Alsleben, Muhlingen, Dornburg, Goednitz et Tilkerode-Abberode. La partie orientale et la plus grande du duché était délimitée par le district gouvernemental prussien de Potsdam (dans la province prussienne de Brandebourg), et Magdeburg et Merseburg (appartenant à la province prussienne de Saxe). La plus petite partie occidentale (ce que l'on appelle le Duché supérieur ou Ballenstedt) était également délimitée par les deux derniers districts ainsi que par le duché de Brunswick-Lunebourg. 
La capitale d'Anhalt (chaque fois qu'il s'agissait d'un États-Unis) était Dessau. 
En 1918, Anhalt est devenu un État de la République de Weimar (voir État libre d'Anhalt). Après la Seconde Guerre mondiale, il fut uni à l'ancienne province prussienne de Saxe, formant le nouvel état de Saxe-Anhalt. L'État a été dissous en 1952 par le gouvernement de la République démocratique allemande, mais a été rétabli avant la réunification allemande et est maintenant l'un des Bundesländer allemands . 

## État de Saxe-Anhalt

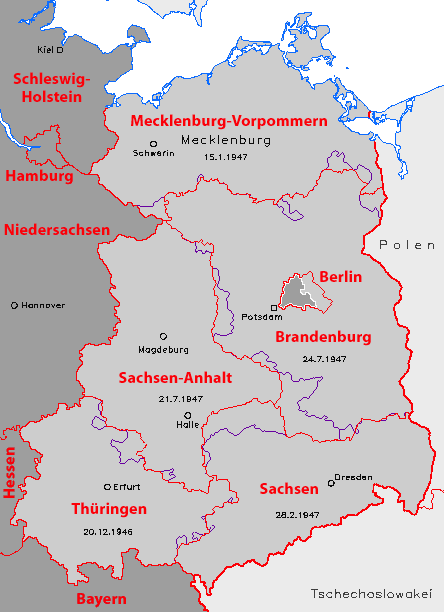
Les États de l'ancienne Allemagne de l'Est. Les bordures modernes sont représentées en rouge tandis que les bordures antérieures à 1952 sont représentées en violet.

La Saxe-Anhalt a été formée en tant que province de Prusse en 1945, à partir des territoires de l'ancienne province prussienne de Saxe (à l'exception du Regierungsbezirk  Erfurt), l'État libre d'Anhalt, l'État libre de Brunswick (Calvörde et la partie orientale de l'ancien district de Blankenburg) et l'ancienne ville de Thuringe Allstedt. Voir les articles respectifs pour l'histoire de la région avant 1945. 
Lorsque la Prusse a été dissoute en 1947, la province est devenue l'état de Saxe-Anhalt. Il est devenu partie intégrante de la République démocratique allemande (Allemagne de l'Est) en 1949. De 1952 à 1990, la Saxe-Anhalt a été divisée en quartiers est-allemands de Hal et Magdebourg. En 1990, au cours de la réunification allemande, les quartiers ont été réintégrés en tant qu’État. 

## La géographie
Le terrain est vallonné à l'ouest et montagneux à l'extrême nord-ouest, où il fait partie de la chaîne du Harz, le pic Ramberg marquant la plus haute altitude à 1 900 pi (579 m). Du Harz, le pays s'étire doucement jusqu'à la Saale et est fertile entre ce fleuve et l'Elbe. À l'est de l'Elbe, la terre est principalement une plaine sablonneuse plate, avec de vastes forêts de pins, entrecoupées de tourbières et de pâturages riches. L'Elbe est la rivière en chef, coupant la partie orientale de l'ancien duché d'est en ouest et rejoignant la Mulde à Rosslau. La Saale navigable prend une direction nord à travers la partie centrale du territoire et reçoit, à droite, le Fuhne et, à gauche, les rivières Wipper et Bode.
Le climat est généralement doux, moins dans les régions supérieures du sud-ouest. La superficie de l'ancien duché est de 906 sq (2 300 km2), et la population en 1905 était de 328 007 habitants, soit un ratio d'environ 351 habitants / m².

## Structure politique et religieuse d'Anhalt en 1911
En 1911, Anhalt était divisée en districts de Dessau, Köthen, Zerbst, Bernburg et Ballenstedt, Bernburg étant le plus peuplé et Ballenstedt le moins. Quatre villes - Dessau, Bernburg, Köthen et Zerbst - comptaient plus de 20 000 habitants. Les habitants de l'ancien duché, qui appartenaient principalement à la race saxonne supérieure, étaient, à l'exception d'environ 12 000 catholiques romains et 1 700 juifs, membres de l'Église protestante de l'Union. L'autorité ecclésiastique suprême était le consistoire de Dessau. Un synode de 39 membres, élus pour six ans, s'est réuni périodiquement pour délibérer sur les questions internes relatives à l'organisation de l'église. Les catholiques romains étaient sous l'évêque de Paderborn.
En vertu d'une loi fondamentale proclamée le 17 septembre 1859 et modifiée par la suite par divers décrets, le duché était une monarchie constitutionnelle. Le duc portait le titre d' « Altesse » et exerçait le pouvoir exécutif tout en partageant les pouvoirs législatifs avec les successions. Le régime alimentaire (Landtag) était composé de trente-six membres, dont deux nommés par le duc, huit étaient des représentants des propriétaires fonciers payant les impôts les plus élevés, deux étaient choisis parmi les membres les mieux évalués des classes commerciales et manufacturières, quatorze étaient les électeurs des villes et dix représentaient les districts ruraux. Ces représentants ont été choisis pour six ans par vote indirect et devaient être âgés d'au moins 25 ans. Le duc gouvernait par l'intermédiaire d'un ministre d'État, qui était à la tête de tous les départements : finances, affaires intérieures, éducation, culte public et statistiques.